# Impregnowane sorbenty polimerowe
Impregnowane sorbenty polimerowe (SIRs – ang. solvent impregnated resins) – sorbenty powstające poprzez impregnację matrycy polimerowej (makroporowatej) ekstrahentem rozpuszczonym w organicznym rozpuszczalniku. Ekstrahent powinien być dobrany tak, aby selektywnie usuwać pewne składniki znajdujące się w roztworze.
Istotnymi zaletami sorbentów impregnowanych jest duża selektywność względem substancji znajdującej się w roztworze, łatwość ich przygotowywania, a także eliminacja powstawania trzeciej fazy (tzw. emulsji), która występuje w przypadku ekstrakcji ciecz-ciecz.

## Rozwój
Pierwsze wzmianki o sorbentach impregnowanych pojawiły się we wczesnych latach 70. XX wieku. Naukowcami prowadzącymi wtedy badania nad sorbentami impregnowanymi byli Abraham Warshawsky i Robert R. Grinstead, którzy początkowo wykorzystywali je do selektywnej separacji różnych nieorganicznych zanieczyszczeń z roztworów wodnych (jonów miedzi(II), niklu(II), cynku(II), jonów azotanowych i chlorkowych). Wraz z rozwojem badań nad sorbentami impregnowanymi, zaczęto je wykorzystywać do usuwania innych substancji z roztworów, m.in. związków fenolowych, związków biologicznie czynnych, barwników organicznych.

## Metody impregnacji
Impregnację sorbentów polimerowych można prowadzić na trzy sposoby:
- Sucha metoda impregnacji – polega na skontaktowaniu sorbentu z niewielką objętością ekstrahenta rozpuszczonego w rozpuszczalniku organicznym, zbliżoną do objętości jego porów, po czym następuje odparowanie organicznego rozpuszczalnika. Roztwór impregnujący przemieszcza do wnętrza porów pod wpływem siły kapilarnej. Przy prawidłowo zachodzącym procesie impregnacji żadna ilość rozpuszczalnika nie powinna zostawać poza przestrzenią porów. Wadą tej metody jest fakt, że dostające się do wnętrza porów powietrze może uniemożliwiać całkowite ich wysycenie przez ekstrahent. Powoduje to, że cząsteczki ekstrahenta nie mogą dokładnie związać się z matrycą polimerową, co prowadzi w późniejszym etapie usuwania zanieczyszczeń wymywanie ekstrahenta z porów.
- Mokra metoda impregnacji – polega na wstępnym zwilżeniu porów sorbentu odpowiednim rozpuszczalnikiem, a następnie na skontaktowaniu sorbentu z ekstrahentem rozpuszczonym w tym samym rozpuszczalniku. Cząsteczki ekstrahenta dyfundują do porów sorbentu i wiążą się z nim w sposób fizyczny. Po impregnacji nadmiar roztworu impregnującego zostaje odfiltrowany lub odparowany.
- Metoda impregnacji z użyciem modyfikatora – rzadko stosowana metoda, która polega na dodaniu do roztworu impregnującego (ekstrahent + rozpuszczalnik) modyfikatora, który zwiększa penetrację roztworu do wnętrza porów sorbentu. Na końcu organiczny rozpuszczalnik jest odparowywany.